# L'amore è una budella gentile
(Liala, Diario Vagabondo. In epigrafe a L'amore è una budella gentile)
L'amore è una budella gentile (flirt con Liala), conosciuto anche solo come L'amore è una budella gentile, è un saggio dello scrittore Aldo Busi, pubblicato nel 1991..

## Contenuti
Lo scrittore rievoca i tempi in cui lavorava come barista al bar Fiat nel paese natale di Montichiari, provincia di Brescia, nei primi anni Sessanta, datogli in gestione dal padre prima di chiudere definitivamente i battenti. Il bar, situato a fianco dell'officina e salone Fiat, era frequentato dai ragazzi del campo d'aviazione di Ghedi, provenienti da tutte le regioni d'Italia, specialmente dal sud, dalle parlate e dai coloriti esotici, privi di timidezza e per questo spaventosi e irresistibili, e da una compagnia di ragazze del paese tra i tredici e i trenta, pudiche e ingenue, in cerca del loro Uomo Ideale. Il quindicenne barista di allora, dalla sua posizione privilegiata di osservatore volontario e involontario, analizzava i sogni e le aspirazioni di quelle che presto diventarono sue amiche di lunga data, Désirée, Alba detta “Alba Oca”, Edma, Ninì e le altre, tutte avide lettrici e collezioniste dei libri di Liala, celeberrima penna dei romanzi rosa italiani. Lo scrittore affermato degli anni Novanta muove da questo punto decidendo di incontrare la romanziera che ha fatto e tutt'oggi fa sognare generazioni di donne in cerca di un'illusione. 
Vincendo l'iniziale riluttanza dell'ormai ultranovantenne autrice a ricevere chicchessia nella casa-eremo di Varese in cui vive con la sola compagnia della figlia-assistente Primavera e della domestica Tilla, Busi riesce finalmente ad ottenere un invito. Il rapporto di reciproca simpatia che da subito si instaura tra l'intervistatore e l'intervistata si trasforma rapidamente in un flirt tra i due e in un racconto disincantato e felice su tempi che furono, e infine in un saggio-riflessione sui temi del sentimento, del realismo e del sogno.

## Personaggi
Protagonisti
- Aldo Busi, scrittore-intervistatore.
- Liala, scrittrice-intervistata.

Ragazze del bar Fiat
- Marina, bionda, di famiglia ricca (i suoi sono proprietari dei due cinema Fioretto). Elegante e esigente. È corteggiata da Folco.
- Alba detta “Alba Oca”, cameriera di Marina, è mandata dalla madre di Marina a “sorvegliare” la figlia.
- Edma, sorella di Alba, presta servizio all'orfanotrofio delle orfanelle femmine in cambio di cibo e messe.
- La Beba, sorella minore di Alba e Edma, lavora a servizio di un famoso ginecologo, poi coinvolto nello scandalo dei balletti verdi.
- Ida, venticinque anni, prima delle tre sorelle Carminandi che frequentano il bar, su otto totali. Tutte molto tipi, poco istruite, sempre ben vestite e femminili, abbonate a «Grand Hotel» e a «Bolero Film».
- Arianna, seconda sorella Carminandi, lavora in uno stabilimento come operaia.
- Pierina, terza sorella Carminandi tra quelle che frequentano il bar, incolla tomaie in uno stabilimento di Carpenedolo. Amoreggia con un sottotenente calabrese.
- La Menica, unica signora sposata, anziana e obesa. Imponente ma dal passo agile e profumata di violetta. Dedita alla prostituzione.
- L'Orca d'Oro, contadina, abita in una cascina fra il campo militare e la Fascia d'Oro, luogo di passaggio della Mille Miglia. Scalda il letto sia con i militari che con i ciclisti. Vive da sola accanto ad una signora bigotta, sposata, con quattro figli e due suoceri.
- Renata, diciotto anni, lavora in una ditta di confezioni maschili, al reparto cavalli, la giuntura tra le gambe.
- Ninì, svampita e isolata, le sono morti i genitori in un incidente stradale, ha un fratello matto in libertà e un fratello sano in galera per furto con scasso. Di carattere chiuso e civettuola. Si invaghisce del Barbetta.
- Désirée, di salute cagionevole, intelligente e spiritosa. Si diverte ascoltando le storie delle altre. Lo scrittore la reincontrerà molti anni dopo al bar Stella.

Ragazzi del campo d'aviazione di Ghedi
- Sottufficiale piemontese, legato a Ida.
- Sottotenente calabrese vicino ai trenta, ha una storia con Pierina.
- Folco di Caserta detto “CE” per la targa della sua macchina, assiduo corteggiatore di Marina.
- Aviatore napoletano, ragazzo biondo scuro, dal naso camuso e dalle mascelle squadrate del quale il barista-scrittore è innamorato.
- Il Barbetta detto “Alito Primavera”, ha una breve storia con Ninì.

Ex ragazze che lo scrittore reincontra molti anni dopo al bar Stella
- La Agrisella, nubile, ingrassata, fa l'infermiera nella sezione coma dell'Ospedale Civile.
- La Sottili, obesa, tiene la contabilità a un farmacista. È in compagnia di Désirée, oltre che della Agrisella.

Casa di Liala
- Primavera, una delle due figlie di Liala. Vive con lei e le fa sia da assistente personale che da agente e redattrice.
- Tilla, governante di Liala, considera lei e Primavera la sua famiglia. Condivide con loro i favoleggiamenti sull'uomo dei sogni.

## Edizioni
- Aldo Busi, L'amore è una budella gentile (flirt con Liala), Milano, Leonardo Editore, 1991, ISBN 88-04-38251-1
- Aldo Busi, L'amore è una budella gentile (flirt con Liala), postfazione di Giuseppe Marchetti, Milano, Oscar Piccoli saggi, 1994.
- Aldo Busi, L'amore è una budella gentile (flirt con Liala), Milano, Mondadori, 1997.